# ونتنور سیتی (نیوجرسی)
ونتنور سیتی (به انگلیسی: Ventnor City) شهری در ایالت نیوجرسی کشور ایالات متحده آمریکا است که جمعیت آن در سرشماری سال ۲۰۱۰ میلادی، ۱۰٬۶۵۰ نفر بوده‌است.